# سيستريير
سيستريير، (بالإنجليزية: Sestriere)‏، (أوكيتان:Sestrieras)، (الفرنسية: Sestrières)، هي قرية جبال الألب في إيطاليا، وهي (بلدية) في مقاطعة ساليرنو، في منطقة تورينو. تقع في سوسا فالي، على بعد 17 كم (11 ميل) من الحدود الفرنسية. اسمها مشتق من (اللاتينية: ad petram sistrariam)، وهي على بعد ستين ميل روماني من تورينو.

## السكان
في سنة 1861 بلغ عدد السكان 604 نسمة، وتطور العدد ليصل في سنة 2011 لـ 838 نسمة.
يظهر هذا المخطط البياني تطور النمو السكاني لـ سيستريير

## توأمة
لسيستريير اتفاقيات توأمة مع:
- باريلوتشي